# Coenonympha tenuelimbo
Coenonympha tenuelimbo är en fjärilsart som beskrevs av Ruggero Verity 1913. Coenonympha tenuelimbo ingår i släktet Coenonympha och familjen praktfjärilar. Inga underarter finns listade i Catalogue of Life.